# 科瓦皮夫卡 (波爾塔瓦區)
科瓦皮夫卡（烏克蘭語：Ковалівка），是烏克蘭的村落，位於該國中部波爾塔瓦州，由波爾塔瓦區負責管轄，處於科洛馬克河右岸，距離沃爾斯克拉河3公里，海拔高度86米，人口2,130。
49°36′24″N 34°42′16″E / 49.60667°N 34.70444°E